# Carles XVI Gustau de Suècia
Carles XVI Gustau de Suècia (Estocolm, 30 d'abril de 1946) és un aristòcrata suec, actual rei de Suècia i cap de la dinastia d'origen francès dels Bernadotte que des de principis del segle xix ha regnat al país escandinau.
Darrer dels sis fills i l'únic baró del príncep Gustau Adolf de Suècia i de la princesa Sibil·la de Saxònia-Coburg Gotha, nasqué al Palau de Haga, als afores de la capital sueca, Estocolm. És net per línia paterna del rei Gustau VI Adolf de Suècia i de la princesa Margarida del Regne Unit mentre que per línia materna ho és del duc Carles Eduard de Saxònia-Coburg Gotha i de la princesa Victòria Adelaida de Schleswig-Holstein-Sondenburg-Glücksburg. Carles Gustau és descendent de la reina Victòria I del Regne Unit per dues branques, a través del duc de Connaught i del duc d'Albany.
Als pocs mesos de néixer, el seu pare morí en un accident d'aviació quan tornava dels Països Baixos i realitzava una parada rutinària a l'aeroport de Copenhaguen. La mort del seu pare l'afectà profundament, a causa de l'actitud de la seva mare, la qual optà per no parlar del tema. De menut se li detectà una dislèxia important en la parla. La primera eduacació la rebé a palau amb mestres i tutors privats.
L'any 1966, després de graduar-se a l'escola de Broms, va ingressar a l'internat de Sigtuma per estudiar humanitats i llengües modernes. També rebé formació militar en les tres armes de l'exèrcit suec. L'any 1967 rebé el càrrec d'oficial de marina i completà el seu servei militar a bord d'un vaixell de la Marina Reial Sueca.
El 1968 va realitzar una estada curta a Nevers (França), a la filial de la societat sueca Alfa Laval, amb l'objectiu de familiaritzar-se amb els procediments administratius. Posteriorment realitzà pràctiques al Hambro Bank de Londres. Completà la seva extensa formació amb diverses estades a diverses administracions sueques.

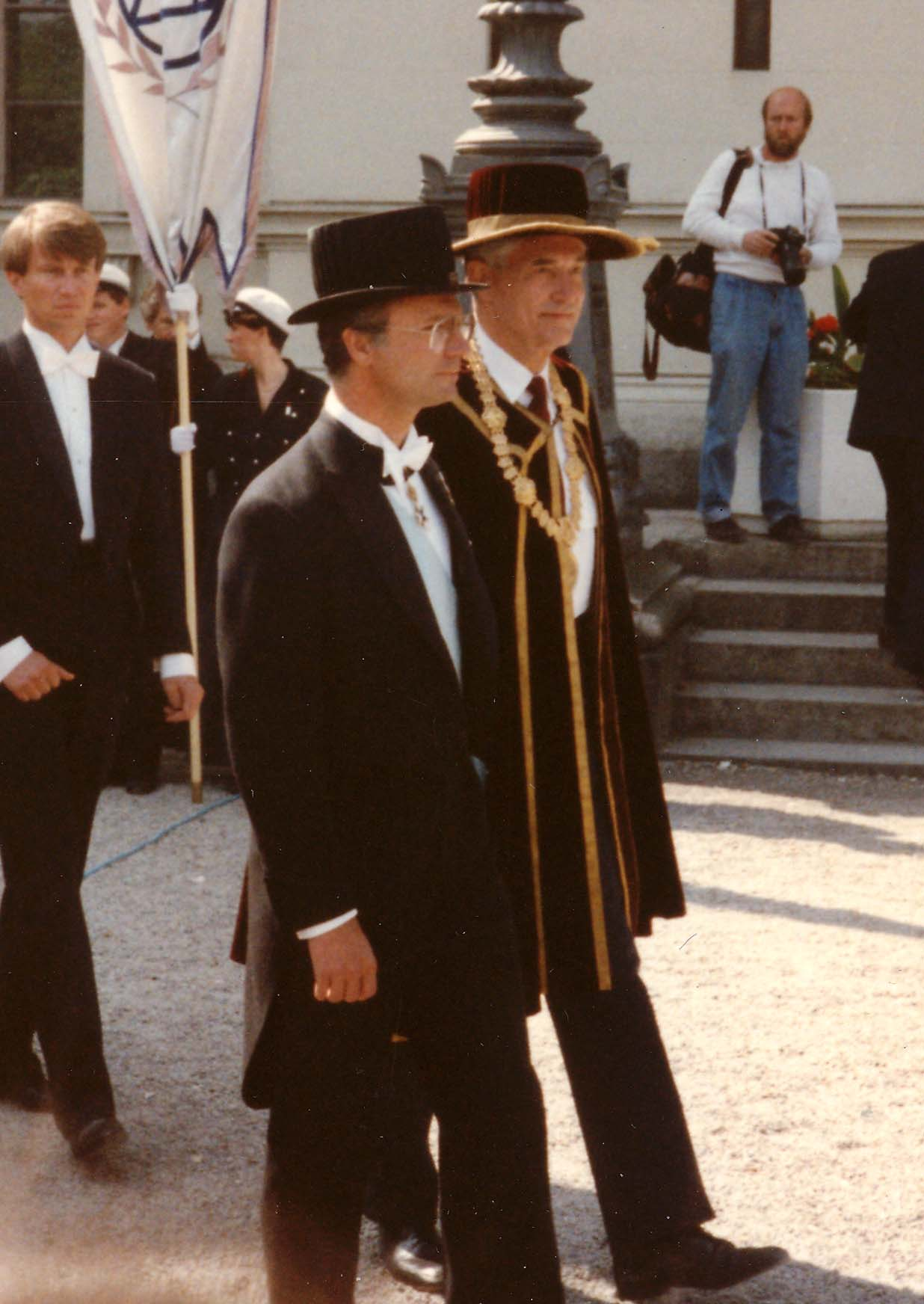
El rei Carles XVI Gustau de Suècia

Va adquirir experiència internacional com a membre de la missió permanent de Suècia a la seu de Nacions Unides a Nova York i a l'Agència Sueca pel Desenvolupament i la Cooperació Internacional (SIDA) que centra les seves activitats a l'Àfrica. Durant el bienni 1968-1969 va seguir un programa especial d'estudis a la Universitat d'Uppsala basat en sociologia, història, ciència política i finances públiques. Posteriorment estudià economia a la Universitat d'Estocolm.
Adquirí un correcte domini de l'anglès i de l'alemany gràcies a estades estivals que realitzà a Anglaterra, a casa de lord Lluís Mountbatten (cunyat del seu avi patern), i a Coburg (ciutat d'Alemanya) a casa de la seva àvia materna. L'any 1972 va participar en els preperatius de la Conferència de Nacions Unides sobre Medi Ambient que se celebrà a Estocolm i el 1970 va encapçalar la delegació sueca a l'Exposició Internacional d'Osaka.
El 19 de setembre de 1973, als 27 anys, va jurar com a setè rei de la dinastia Bernadotte, després d'exercir de cap d'estat en funcions durant els quatre dies següents a la mort del seu avi, el rei Gustau VI Adolf de Suècia. En aquell moment, el jove rei ja era també orfe de la seva mare, morta el 1972.
El 19 de juny de l'any 1976 va contraure matrimoni a la catedral d'Estocolm amb la intèrpret i relacions públiques Sílvia Sommerlath, nascuda a Heidelberg el 1943 de pares alemany i brasilera. La parella tingué tres fills:
- SAR la princesa Victòria de Suècia, nascuda a Estocolm el 1979.
- SAR el príncep Carles Felip de Suècia, nascut a Estocolm el 1980.
- SAR la princesa Magdalena de Suècia, nascuda a Estocolm el 1982.

Les funcions del rei de Suècia, definides per la Constitució de 1974, tenen un caràcter estrictament simbòlic i cerimonial. Carles XVI Gustau és l'encarregat d'entregar els premis que el Comitè Nobel suec concedeix tots els anys a les personalitats més destacades en els camps de l'economia, la física, la química, la medicina i la literatura, actes que juntament amb la inauguració d'obres públiques, la presidència d'actes oficials, les visites d'Estat i les recepcions de cartes credencials dels ambaixadors, completen el càtaleg de les seves obligacions constitucionals.
El monarca ostenta el comandament suprem dels tres exèrcits de les forces armades sueques. Aficionat a l'esquí i als esports nàutics, Carles Gustau encapçala des de 1980 el Fons Mundial per la Natura (WWF). Des de 1980 és president honorari de la Fundació Escolta Internacional. També patrocina les Acadèmies Reials i una sèrie d'organitzacions i societats amb finalitats diverses en els camps de la cultura i de la ciència. És doctor honoris causa per la Universitat Sueca de Ciències Agrícoles i per l'Institut Reial de Tecnologia.
L'any 1979 Suècia reformà l'Acta de Successió de 1810 per tal que prevalgués la primogenitura absoluta a l'hora d'ocupar el tron, de manera que l'any següent la primera filla de Carles XVI Gustau, la princesa Victòria duquessa de Västergötland, fou proclamada hereva, tot i que ja tenia un germà mascle.
El 2000 fou reformada novament la constitució per a llevar a l'Església Luterana de Suècia la condició d'Església d'Estat, i en virtut d'aquesta reforma el rei Carles XVI Gustau deixà de ser-ne el cap suprem.